# Вартанов, Михаил Мартиросович
Михаи́л Мартиросович Варта́нов (арм. Միքայել Վարդանով, англ.  Mikhail Vartanov, Mikhail Vardanov, Mikael Vardanov, при рождении — Вартанянц; 21 февраля 1937, Грозный — 29 декабря 2009, Голливуд ) — советский и американский кинооператор, кинорежиссёр, сценарист, мастер документального кинематографа. Лауреат премии «Ника», Всесоюзного и международных кинофестивалей в Беверли Хиллз и Сан-Франциско.

Михаил Вартанов снял замечательный фильм— Мартин Скорсезе о фильме «Параджанов: Последняя весна»

Фильм был создан в запретительных условиях и при этом является примером силы искусства над любыми ограничениями— Фрэнсис Форд Коппола о фильме «Параджанов: Последняя весна»

## Биография
Окончил ВГИК (мастерская А. Д. Головни и Б. И. Волчека).
Михаил Вартанов был близким другом Сергея Параджанова, за дружбу и переписку с которым Вартанов пробыл много лет в чёрных списках КГБ (1968—1991). Известны его кадры, снятые на съёмочной площадке фильма «Цвет граната» Параджанова. В качестве оператора-постановщика снял картину «Шелковица» Геннадия Мелконяна и чёрно-белой ленту «Времена года» Артавазда Пелешяна. В 1992 году вышел фильм «Параджанов: Последняя весна», в котором Михаил Вартанов выступил как режиссёр, автор сценария и продюсер. Этот фильм был высоко оценили Френсис Форд Коппола, Тонино Гуэрра и Мартин Скорсезе. В 1990-х годах уехал в США, жил и работал в Голливуде.
В 2010 году в Голливуде был основан Институт имени Сергея Параджанова и Михаила Вартанова (Parajanov-Vartanov Institute) для изучения их творчества.

## Фильмография
| Год  | Оригинал                    | Английский                 | Альтернатив               | Информация |
| ---- | --------------------------- | -------------------------- | ------------------------- | --- |
| 1969 | Цвет армянской земли        | The Color of Armenian Land |                           | Запрещённая дебютная лента. Вартанов снимает Параджанова на съёмках фильма «Цвет граната», а также художников Мартироса Сарьяна (в последний раз) и Минаса Аветисяна (в первый раз). Документальная трилогия. Часть I. |
| 1971 | Осенняя пастораль           | Autumn Pastoral            |                           | Запрещённая лента. Вартанов снимает фильм о жизни в горах Армении по сценарию Артавазда Пелешяна. |
| 1972 | И так каждый день           | And So Every Day           |                           | Вартанов впервые применяет дикторский текст (читает сам). Композитор Тигран Мансурян («Цвет граната»). |
| 1974 | Каджаран                    | Kajaran                    |                           | Закрытая картина. Вартанов уволен с киностудии Арменфильм (через 7 месяцев после ареста Параджанова). |
| 1975 | Времена Года                | Seasons of the Year        |                           | Режиссёр Артавазд Пелешян Оператор Михаил Вартанов |
| 1979 | Шелковица                   | The Mulberry Tree          |                           | Режиссёр Геннадий Мелконян Оператор Михаил Вартанов |
| 1984 | Корни                       | The Roots                  |                           | Первая режиссёрская работа за 10 лет. |
| 1987 | (арм.) Ջնջված դեմքեր        | Erased Faces               | Стёртые лица              | |
| 1989 | (арм.) Մինաս. Ռեքվիեմ       | Minas: A Requiem           | Минас. Реквием            | Документальная трилогия. Часть II. |
| 1992 | Параджанов: Последняя весна | Parajanov: The Last Spring | Parajanov: The Confession | Документальная трилогия. Часть III. |

## Семья
Брат Григорий Вартанов (1939—2010) — мастер спорта СССР по боксу (1960), судья международной категории (1983), Заслуженный тренер РСФСР.